# Figeac
Figeac – miejscowość i gmina we Francji, w regionie Oksytania, w departamencie Lot.
Według danych z 1990 roku gminę zamieszkiwało 9549 osób, a gęstość zaludnienia wynosiła 272 osób/km² (wśród 3020 gmin regionu Midi-Pireneje Figeac plasuje się na 31. miejscu pod względem liczby ludności, natomiast pod względem powierzchni na miejscu 226.).
Urodził się tu wikariusz apostolski Północnego Zhili (Pekinu) Joseph-Martial Mouly CM.

## Znani mieszkańcy
- Jean-François Champollion – archeolog, twórca nowoczesnej egiptologii
- Charles Boyer – aktor, nominowany czterokrotnie do nagrody Oscara.

## Współpraca
- Bielefeld, Niemcy
- Saint-Loubès, Francja